# The Ballad of Jack and Rose
The Ballad of Jack and Rose (Brasil: O Mundo de Jack e Rose / Portugal: A Balada de Jack e Rose) é um filme de drama, de 2005, escrito e dirigido por Rebecca Miller que conta a história de um ambientalista e sua filha adolescente que moram em uma ilha isolada. É protagonizado pela marido de Miller, Daniel Day-Lewis, além de Camilla Belle, Catherine Keener, Paul Dano, Ryan McDonald, Jason Lee, Jena Malone, Susanna Thompson e Beau Bridges. Foi filmado em Rock Barra, Ilha do Príncipe Eduardo, Canadá e em New Milford, Connecticut.

## Elenco
- Camilla Belle como Rose Slavin
- Daniel Day-Lewis como Jack Slavin
- Catherine Keener como Kathleen
- Ryan McDonald como Rodney
- Paul Dano como Thaddius
- Jason Lee como Gray
- Jena Malone como Red Berry
- Beau Bridges como Marty Rance
- Susanna Thompson como Miriam Rance

## Recepção
O Mundo de Jack e Rose estreou no Festival Sundance de Cinema em 23 de janeiro de 2005; mais tarde recebeu um lançamento teatral limitado em 23 de março de 2005, arrecadando 59 459 dólares em seu fim de semana de abertura, em quatro salas de cinema. A posição mais alta alcançada foi durante a segunda semana de lançamento, arrecadando $ 135 100, e a posição mais baixa alcançada foi na última semana, arrecadando $ 406. Foi ao todo apresentado em 74 salas de cinema. O filme arrecadou 712 275 de dólares no mercado interno e apenas 916 051 em todo o mundo.
A recepção crítica ao filme estava fortemente dividida; alguns críticos não gostaram do filme, como Todd McCarthy da Variety, que escreveu que "fica envolvido em distrações incidentais que levam ao desvio do drama". Outros o elogiaram: Kenneth Turan, do Los Angeles Times, chamou o filme de um "modelo de cinema artístico e provocativo americano".
A pesada divisão entre elogios críticos e o desdém foi ainda ilustrada pelos críticos Roger Ebert e Richard Roeper, que estavam em desacordo ao revisar o filme em seu programa de televisão. Ebert elogiou o filme na maioria dos relatos, em última análise chamando-o de "uma experiência absorvente". Roeper, por outro lado, embora impressionado pela cinematografia, descartou o filme e criticou o retrato do personagem de Jack, em última análise, dizendo: "A balada de Jack e Rose é uma canção ruim pontuada pelo comportamento feio de personagens que deveriam ser simpáticos."